# Cara mia
„Cara mia” – debiutancki singel szwedzkiego wokalisty Månsa Zelmerlöwa, wydany 28 lutego 2007 jako digital download oraz oficjalnie 5 marca 2007 roku w formacie CD.
Singel został umieszczony na debiutanckim albumie Månsa Zelmerlöwa – Stand by for….
Tekst piosenki został napisany przez Fredrika Kempe i Henrika Wikströma. Utwór ten startował w szwedzkim Melodifestivalen 2007, piosenka zajęła trzeciej miejsce. Piosenka pokryła się podwójną platyną w Szwecji.

## Lista utworów
- CD maxi-singel (5 marca 2007)[1]

1. Cara Mia (Original Version) – 3:06
2. Cara Mia (PJ Harmony Remix Radio Edit) – 3:26
3. Cara Mia (PJ Harmony @ Nite Remix) – 3:42
4. Cara Mia (RRR Club Version) – 4:04
5. Cara Mia (Acoustic Version) – 4:02

## Notowania na listach przebojów
| Kraj/Region | Lista (2007/2008) | Najwyższa pozycja | Sprzedaż | Certyfikacja |
| ----------- | ----------------- | ----------------- | -------- | ------------ |
| Szwecja     | Top 60 Singles    | 1                 | 40 000+  | 2×platyna    |
| Finlandia   | Top 20 Singles    | 4                 | –        | –            |

## Historia wydania
| Kraj      | Wytwórnia           | Data            | Format               |
| --------- | ------------------- | --------------- | -------------------- |
| Szwecja   | Warner Music Sweden | 5 marca 2007    | Digital download, CD |
| Finlandia | Warner Music        | lipiec 2007     | Digital download     |
| Polska    | Warner Music        | 6 sierpnia 2007 | Digital download     |